# Caroline Spencer sr.
Caroline Spencer sr. is een personage uit de Amerikaanse soapserie The Bold and the Beautiful. De rol was een van de originele rollen toen de serie in 1987 begon en werd gespeeld door Joanna Johnson van 1987 tot 1990 toen haar personage overleed. In 2001 keerde ze nog terug als geest. Johnson speelde van 1991 tot 1994 ook nog de rol van Karen Spencer, de identieke tweelingzus van Caroline.
Het personage wordt ook vaak verward met een andere Caroline Spencer, de dochter van Karen. Die ‘Caroline’ zat tussen 2012 en 2018 in de serie.

## Personagebeschrijving
Caroline was de dochter van magnaat Bill Spencer en was verliefd op Ridge Forrester. Zij en Ridge wilden trouwen toen haar vader haar foto's liet zien van Ridge met zijn oude vriendin Alex Simpson. Toch besloot Caroline met het huwelijk door tegaan, maar stortte in vooraleer ze haar geloften kon afleggen. In het ziekenhuis werd ze bezocht door Brooke Logan, die ook verliefd was op Ridge, en ze werden vriendinnen. Nadat ze uit het ziekenhuis kwam ging ze naar haar appartement. Op een avond begeleidde een zekere Ron Deacon haar naar haar appartement en verkrachtte haar. Caroline wilde niet meer thuis blijven wonen en trok bij de Logans in.
Ridge schreef een mooie brief naar Caroline, maar Brooke die samen spande met Thorne kon deze onderscheppen. Thorne vroeg Caroline ten huwelijk en aangezien zij dacht dat er geen toekomst meer was voor hen nam ze zijn voorstel aan. Brooke was haar bruidsmeisje. Toen Caroline het ontdekte van de brief was ze furieus op Brooke en zei ze dat hun vriendschap voorbij was. Ze zei dat ze het niet aan Ridge zou vertellen als Brooke uit haar buurt zou blijven. Hoewel Brooke al snel haar belofte verbrak bleef Caroline toch zwijgen.
Het huwelijk van Caroline en Thorne liep op de klippen nadat Thorne Ridge had neergeschoten en Caroline trouwde met Ridge. Kort daarna werd er leukemie bij haar vastgesteld. Caroline en Ridge waren heel gelukkig in de korte tijd dat ze bij elkaar mochten zijn. Op een afscheidsfeestje wilde Caroline dat Ridge met Brooke zou dansen, Eric met Stephanie en zij met Thorne. Ze gaf Brooke haar zegen, maar wist niet dat er nog een kaper op de kust was, Taylor Hayes die haar begeleidde in haar laatste weken.
Na haar dood ontdekte Margo Lynley, de vrouw van Carolines vader Bill, dat Caroline eigenlijk een tweeling was. Karen werd echter als kind ontvoerd en Bill heeft nooit aan Caroline verteld dat ze een tweelingzus had. Enkele maanden later dook Karen op in Los Angeles.